# ورزشگاه المپیک ژائو هاولانژ
ورزشگاه المپیک ژائو هاولانژ (پرتغالی: Estádio Olímpico João Havelange) یا ورزشگاه اژنیاو (پرتغالی: Engenhão) یک ورزشگاه چند منظوره در ریودو ژانیرو، برزیل است.
این ورزشگاه که در سال ۲۰۰۳ شروع به ساخت شده در سال ۲۰۰۷ به بهره‌برداری رسیده است، ظرفیت آن ۴۶٬۹۳۱ نفر است. ورزشگاه المپیک ژائو هاولانژ هم‌اکنون ورزشگاه خانگی باشگاه فوتبال بوتافوگو است و بخشی از مسابقات بازی‌های المپیک تابستانی ۲۰۱۶ و بازی‌های پارالمپیک تابستانی ۲۰۱۶ در این ورزشگاه برگزار می‌شود.

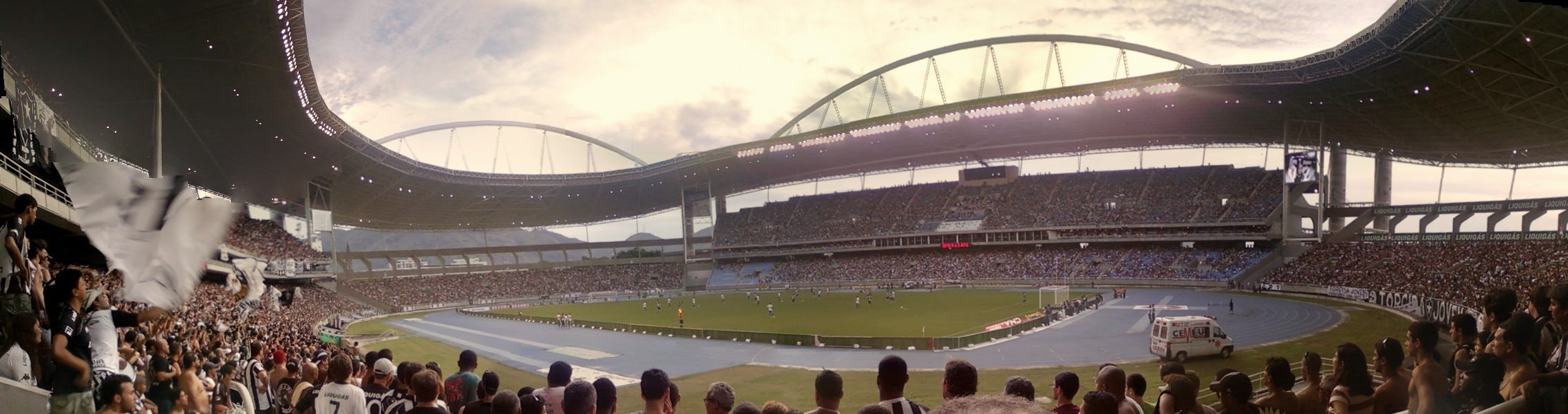
نمایی از ورزشگاه در اکتبر ۲۰۰۹